# Темин
Темин (фр. Thémines, окс. Teminas) — французская коммуна в департаменте Ло в историческом регионе Окситания. Темин является частью регионального природного парка Кос-дю-Керси (фр.).
По состоянию на 1 января 2017 года в Темине проживало 602 человека.

## Место расположения
Темин расположен на реке Уис (фр.), на высоте около 320 метров над уровнем моря на юго-западном краю Центрального массива, примерно на границе между плодородным регионом Лимарг (фр.) и областью известняковых почв Сегала (фр.). Коммуна находится примерно посредине между городами Рокамадур, Грама (фр.) и Фижак; Каор находится примерно в 63 км к юго-западу.

## Динамика населения
В 19 веке здесь проживало от 520 до 750 жителей. В результате кризиса филлоксеры в виноградарстве в конце XIX века и последующей механизации сельского хозяйства в первой половине 1920-х годов численность населения резко упала, и находилась на минимальном уровне (менее 200 жителей) в 1970-е и 1980-е годы.

## Экономика
В Верхнем Керси сельское хозяйство было прежде всего самодостаточным, что продолжалось до XIX века. В конце XIX века виноградарство пришло в упадок после кризиса филлоксеры.
Помимо сельского хозяйства, розничной торговли и ремёсел, немаловажную роль в экономической жизни муниципалитета играет туризм в виде сдачи в аренду квартир для отдыха.

## Достопримечательности

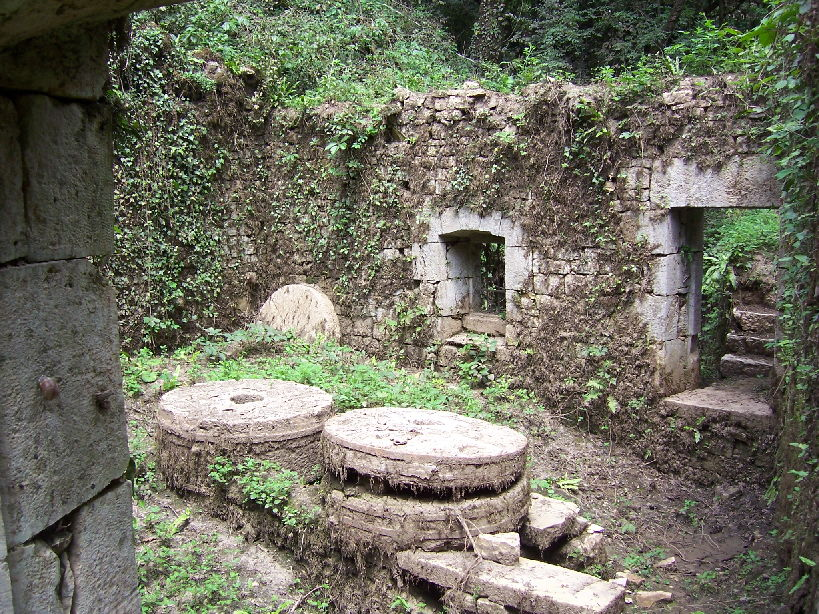
Руины водяной мельницы

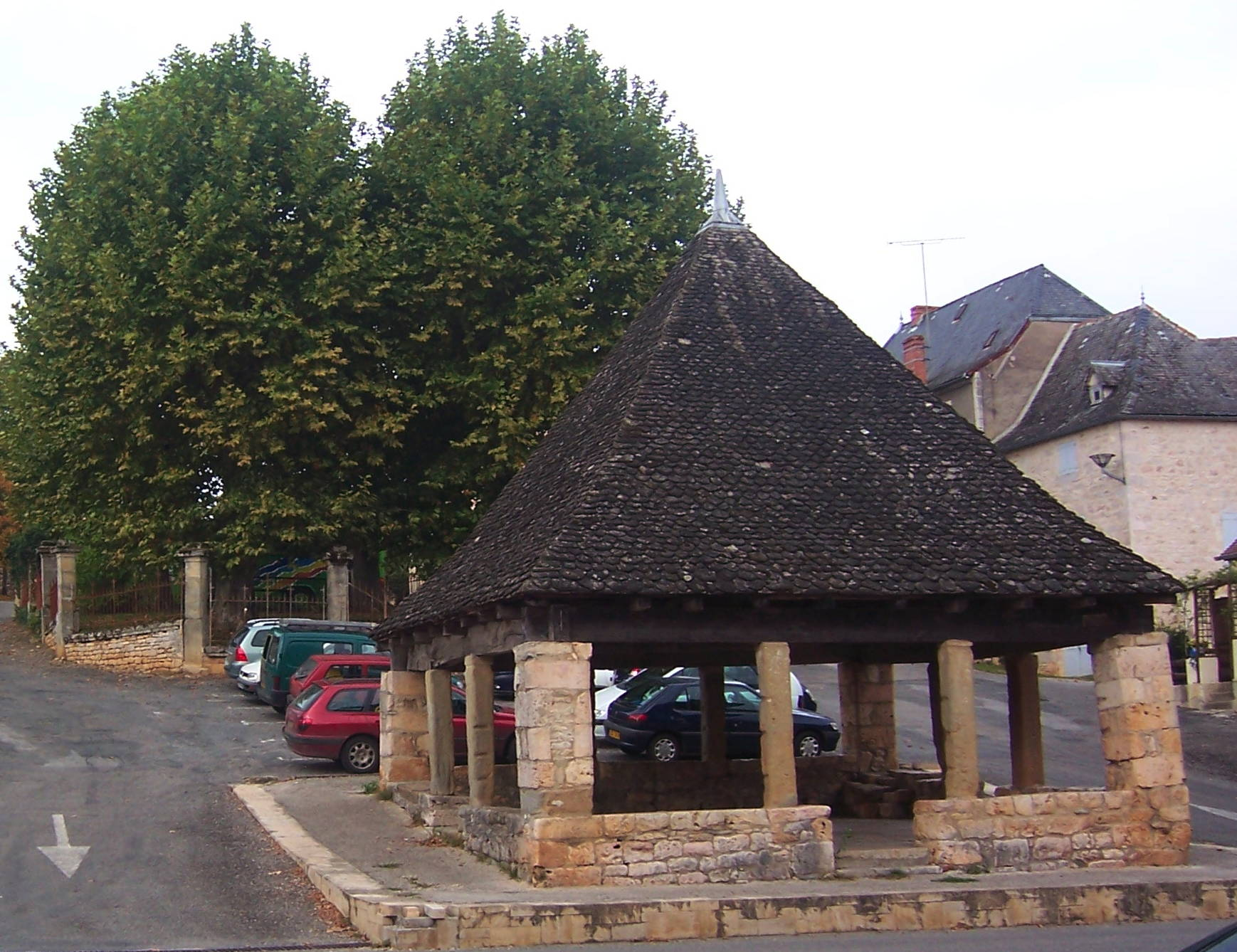
Исторический крытый рынок

- Старинное здание рынка датируется XIII или XVII веком, в зависимости от источника. Конструкция остроконечной крыши опирается на окружные балки архитравов, которые, в свою очередь, опираются на четыре кирпичных угловых столба и восемь — более тонких — центральных опор. В 1951 году здание было классифицировано как исторический памятник.
- Доисторическая живопись была обнаружена в пещере Рукадур. Пещера была классифицирована как исторический памятник в 1964 году. В настоящее время доступ к пещере закрыт.
- Пещера Эскабас (фр.) взята под охрану в 1968 году.
- В руинах водяной мельницы до сих пор сохранилось несколько жерновов.